# 克里姆里奇鎮區 (密蘇里州利文斯頓縣)
克里姆里奇鎮區（英語：Cream Ridge Township）是位於美國密蘇里州利文斯頓縣的一個行政鎮區。

## 地方資料
克里姆里奇鎮區的面積為119.01平方千米，當中陸地面積為108.31平方千米，而水域面積為0.69平方千米。根據2020年美國人口普查的數據，當地共有人口364人，而人口密度為每平方千米3.06人。